# 무브먼트 (기계)

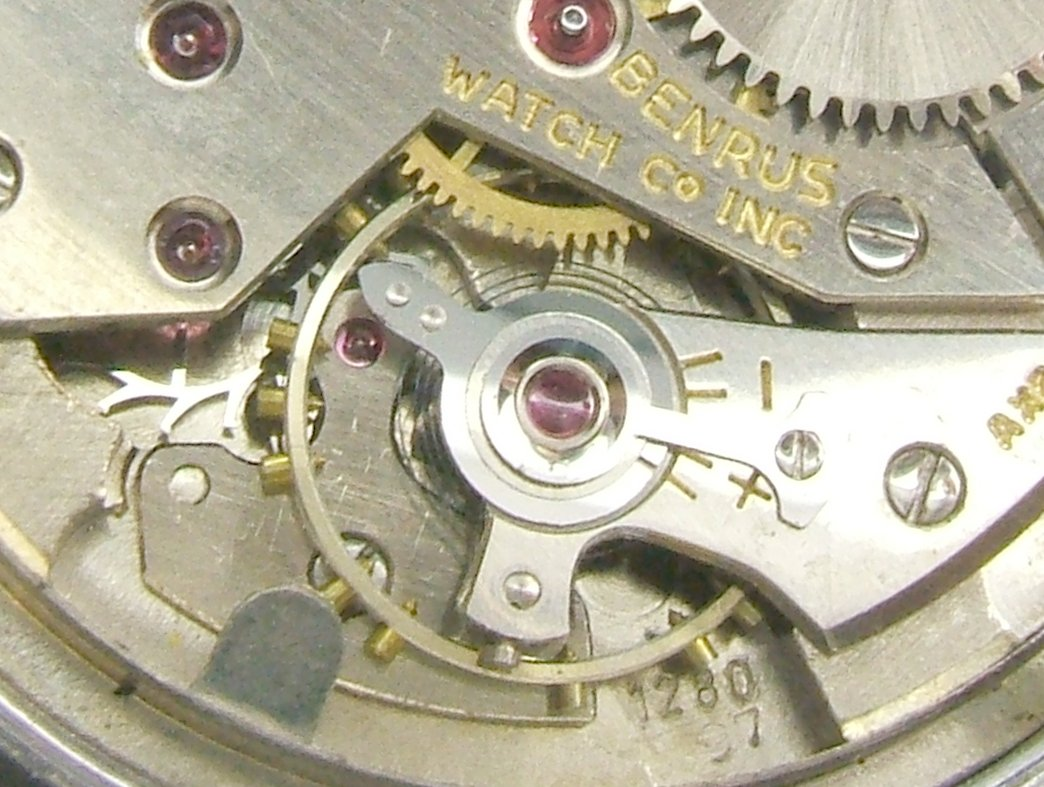

무브먼트란 시계를 움직이는 기계를 뜻한다.
무브먼트의 종류에는 크게 3가지로 수동식, 자동식, 쿼츠 무브먼트가 있다. 수동식은 일정한 시간마다 다시 태엽을 감아 주는 것으로 동력을 축적하여 움직이며, 자동식은 내부에 반달 혹은 부채꼴 모양의 회전추를 부착하여 시계를 착용시 자동으로 태엽을 감아주는 방식이다. 쿼츠 무브먼트는 석영을 이용한 발진기 시스템을 탑재한 무브먼트로 배터리 용량 만큼 사용이 가능하며 대량 생산이 가능하다.
시계를 제작하는 데 필요한 부품은 시계케이스, 시계줄, 시계문자판, 시계침, 침을 움직이는 기계이다. 시계 공장에서 시계케이스, 시계줄, 기계까지 제작하여 완제품의 시계를 만드는 공장도 있다. 그러나 대부분의 시계 제조회사들은 부품을 납품받아 시계를 만드는 일이 많다. 예를 들어 피아제와 같은 시계회사도 처음에는 시계부품을 만들어 시계 제조회사에 납품하였다.

## 같이 보기
- 시계

## 참조
1. ↑  “동력을 얻다”. Navercast. 2013년 11월 10일에 확인함.